# 巴斯克自治区政府
巴斯克自治区政府是西班牙巴斯克自治區地方政府。自治区政府主席被称作“伦达卡里”（Lehendakari），由巴斯克自治区议会代表以多数制产生。巴斯克自治区政府总部位于阿拉瓦省的維多利亞。

## 历史
1936年10月1日，西班牙共和国议会通过巴斯克自治法案，第一届巴斯克政府宣告成立。它由巴斯克民族主义党何塞·安东尼奥·阿吉雷领导，获得了内战中与國民軍作战的所有政党联盟支持，其中包括人民阵线、工人社会党和共产党等共和派团体。毕尔巴鄂陷落后，政府迁到巴塞罗那，最终流亡至法国。佛朗哥去世及西班牙民主转型后，1979年国会通过了巴斯克《自治权法令》，同年流亡政府正式解散。1980年，新的巴斯克自治区政府宣告成立，取代了过渡期设立的巴斯克总委员会。卡洛斯·加赖科切亚是新政府的首任主席。

## 历届政府

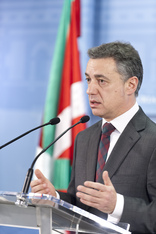
伊尼戈·乌尔库留

| 届次             | 届期          | 主席                   | 所属政党         | 备注                           |
| ---------------- | ------------- | ---------------------- | ---------------- | ------------------------------ |
| 内战及佛朗哥时期 |               |                        |                  |                                |
|                  | 1936年-1960年 | 何塞·安东尼奥·阿吉雷   | 巴斯克民族主义党 | 1937年-1960年为流亡政府        |
|                  | 1960年-1979年 | 赫苏斯·马里亚·雷萨奥拉 | 巴斯克民族主义党 | 流亡政府                       |
| 民主转型时期     |               |                        |                  |                                |
|                  | 1978年-1979年 | 拉蒙·鲁维亚尔          | 巴斯克社会党     | 巴斯克总委员会主席             |
|                  | 1979年-1980年 | 卡洛斯·加赖科切亚      | 巴斯克民族主义党 | 巴斯克总委员会主席             |
| 自治区时期       |               |                        |                  |                                |
| 一               | 1980年-1984年 | 卡洛斯·加赖科切亚      | 巴斯克民族主义党 |                                |
| 二               | 1984年-1985年 | 卡洛斯·加赖科切亚      | 巴斯克民族主义党 | 离开职位，转身创建巴斯克团结党 |
| 二               | 1985年-1986年 | 何塞·安东尼奥·阿丹萨   | 巴斯克民族主义党 | 1985年就任                     |
| 三               | 1986年-1990年 | 何塞·安东尼奥·阿丹萨   | 巴斯克民族主义党 |                                |
| 四               | 1990年-1994年 | 何塞·安东尼奥·阿丹萨   | 巴斯克民族主义党 |                                |
| 五               | 1994年-1998年 | 何塞·安东尼奥·阿丹萨   | 巴斯克民族主义党 |                                |
| 六               | 1998年-2001年 | 胡安·何塞·伊瓦雷切     | 巴斯克民族主义党 | 1999年就任                     |
| 七               | 2001年-2005年 | 胡安·何塞·伊瓦雷切     | 巴斯克民族主义党 |                                |
| 八               | 2005年-2009年 | 胡安·何塞·伊瓦雷切     | 巴斯克民族主义党 |                                |
| 九               | 2009年-2012年 | 帕齐·洛佩斯            | 巴斯克社会党     |                                |
| 十               | 2012年-2016年 | 伊尼戈·乌尔库留        | 巴斯克民族主义党 |                                |
| 十一             | 2016年-       | 伊尼戈·乌尔库留        | 巴斯克民族主义党 |                                |